# Conothele hebredisiana
Conothele hebredisiana là một loài nhện trong họ Ctenizidae.
Loài này thuộc chi Conothele. Conothele hebredisiana được miêu tả năm 1938 bởi Lucien Berland.